# 오에이
오에이(応永, おうえい)는 일본의 연호(元号) 중 하나이다.
- 전후 : 메이토쿠(明德) 이후 - 쇼초(正長) 이전.
- 시기 : 1394년 ~ 1428년
- 천황 : 고코마쓰 천황, 쇼코 천황
- 쇼군 : 무로마치 막부의 아시카가 요시미쓰, 요시모치, 요시카즈

일본의 연호 중에서는 쇼와, 메이지에 이어 3번째로 길며(35년), 일세일원제(一世一元制, 왕 한 명이 하나의 연호만을 사용하는 제도)가 일본에 도입되기 이전 시기에서는 가장 길다.

## 개원(改元)
- 메이토쿠 5년 7월 5일(율리우스력 1394년 8월 2일), 역병(포창)의 유행을 이유로 개원.
- 오에이 35년 4월 27일(율리우스력 1428년 6월 10일), 쇼초로 개원된다.

## 출전
『회요(會要)』의 「久応称之、永有天下」.

## 오에이 시기에 일어난 일
- 4년
  - 4월 16일 : 긴카쿠지(金閣寺)의 상량식.
- 6년
  - 10월 28일 : 오에이의 난이 시작되다. 오우치 요시히로가 아시카가 요시미쓰에 반기를 들고 사카이에서 거병.
- 8년
  - 5월 13일 : 아시카가 요시미쓰가 견명사(遣明使)를 파견. 일명무역으로 가는 제일보를 걷다.
- 19년
  - 8월 29일 : 고코마쓰 천황이 쇼코 천황에게 양위하다. 쇼코 천황의 천조(践祚).
- 21년
  - 12월 19일 : 쇼코 천황 즉위.
- 26년
  - 6월 26일 : 오에이노가이코(応永の外寇, 제3차 대마도 정벌) 발발. 왜구의 횡행을 이유로 조선 정부가 왜구의 본거지인 대마도를 징벌한 사건.

## 서력과의 대조표
| 오에이 | 원년   | 2년    | 3년    | 4년    | 5년    | 6년    | 7년    | 8년    | 9년    | 10년   | 11년   | 12년   | 13년   | 14년   | 15년   | 16년   | 17년   | 18년   | 19년   | 20년   |
| ------ | ------ | ------ | ------ | ------ | ------ | ------ | ------ | ------ | ------ | ------ | ------ | ------ | ------ | ------ | ------ | ------ | ------ | ------ | ------ | ------ |
| 서력   | 1394년 | 1395년 | 1396년 | 1397년 | 1398년 | 1399년 | 1400년 | 1401년 | 1402년 | 1403년 | 1404년 | 1405년 | 1406년 | 1407년 | 1408년 | 1409년 | 1410년 | 1411년 | 1412년 | 1413년 |
| 간지   | 갑술   | 을해   | 병자   | 정축   | 무인   | 기묘   | 경진   | 신사   | 임오   | 계미   | 갑신   | 을유   | 병술   | 정해   | 무자   | 을축   | 경인   | 신묘   | 임진   | 계사   |
| 오에이 | 21년   | 22년   | 23년   | 24년   | 25년   | 26년   | 27년   | 28년   | 29년   | 30년   | 31년   | 32년   | 33년   | 34년   | 35년   |        |        |        |        |        |
| 서력   | 1414년 | 1415년 | 1416년 | 1417년 | 1418년 | 1419년 | 1420년 | 1421년 | 1422년 | 1423년 | 1424년 | 1425년 | 1426년 | 1427년 | 1428년 |        |        |        |        |        |
| 간지   | 갑오   | 을미   | 병신   | 정유   | 무술   | 기해   | 경자   | 신축   | 임인   | 계묘   | 갑진   | 을사   | 병오   | 정미   | 무신   |        |        |        |        |        |

## 같이 보기
- 일본의 연호 일람

| 이전 메이토쿠 | 일본의 연호 1394년 ~ 1428년 | 다음 쇼초 |